# Arcjom Kancavi (labdarúgó, 1999)
Arcjom Kancavi (belaruszul: Арцём Канцавы; 1999. augusztus 26. –)  fehérorosz válogatott labdarúgó, a Rukh Brest középpályása.

## Pályafutása

### Klubcsapatokban
Kancavi a fehérorosz Dnepr Mahiljov akadémiáján nevelkedett, a fehérorosz élvonalban 2017 októberében mutatkozott be. 2019-ben leigazolta őt a Dnyapro Mahiljov. 2019 augusztusában kölcsönvette őt a magyar élvonalbeli Mezőkövesd csapata.

### Válogatott
2018 novemberében két alkalommal pályára lépett a fehérorosz U21-es válogatottban. 2021. szeptember 2-án debütált a felnőtt válogatottban egy Csehország elleni világbajnoki selejtezőmérkőzésen.